# 奥夫拉加
奥夫拉加（義大利語：Offlaga），是意大利布雷西亚省的一个市镇。总面积21.88平方公里，人口4270人，人口密度195.2人/平方公里（2009年）。国家统计（ISTAT）代码为017122。